# Рубан Альона
Альона Рубан (5 грудня 1995, Новомосковськ) — супермодель, переможниця Супермодель по-українськи 1 сезон.

## Біографія
Альона Рубан народилася 5 грудня 1995 у місті Новомосковську. Альона вчиться на філолога англійської мови і літератури, також вивчає італійську та французьку. Має 2 роки модельного досвіду: знімалася в рекламах, брала участь в показах і фотосесіях. Боїться темряви. Своїм кумиром вважає Міранду Керр. Мріє стати обличчям відомого бренду і знятися для обкладинки європейського глянцю.